# Бену
Бену је староегипатско божанство повезано са Сунцем, стварањем и поновним рођењем. Он је можда био оригинална инспирација за легенде о фениксу које су се развиле у грчкој митологији.

## Улоге
Бену је био митолошко биће у египатској религији које је одиграло важну улогу у стварању света. Сматран је душом бога сунца Ра и био је повезан са креативним акцијама Атума. Према предању, Бену је настао сам од себе, прелетео исконске воде Нуна, слетео на стену и својим позивом одредио природу стварања.
Као симбол поновног рођења, Бену је такође био повезан са Озирисом. Његове титуле укључивале су „Онај који је настао сам“ и „Господар јубилеја“, што се односи на веровање у његово периодично обнављање, налик сунцу. Његово име је повезано са египатским глаголом wbn, који значи „устати у сјају“ или „сијати“.

## Приказ
Текстови пирамида из Старог краљевства помињу wbn као симбол Атума, што сугерише да је то можда био оригинални облик Бенуа. У том контексту, облик птице није био чапља, већ мала птица певачица. Немачки Wörterbuch der ägyptischen Sprache претпоставио је да је у питању жута плиска репа (Motacilla flava), мада без јасног доказа.
Међутим, у храму сунца краља Ниусера из V династије, реч bn.t је исписана хијероглифом птице која има плаво-сиве трагове на телу, што више одговара медитеранском воденом рибару (Alcedo atthis). Ова птица је иначе била позната под именом hn.t<y („онај од канала“).
Ако је водењак, који лети ниско изнад воде и испушта гласне крике, заиста послужио као основа за мит о Атуму који се уздигао из првобитних вода Нуна да би започео стварање света, онда би то имало смисла у поређењу са каснијим култним представама. Наиме, у каснијим периодима, нилска гуска (smn) је повезивана са богом Амуном и веровало се да је њен глас у првобитном мраку покренуо читав процес стварања.
У уметничким делима из периода Новог краљевства, Бену је приказан као велика сива чапља са дугим кљуном и гребеном од два пера. Често је представљен како стоји на камену бенбен, који симболизује Ра и име завршног камена пирамиде, или у гранама врбе, што је повезано са Озирисом.
Због ове повезаности са Озирисом, Бену је понекад приказан како носи Атеф круну уместо соларног диска. Атеф круна, која се састоји од беле круне Горњег Египта окружене перјем, била је повезана са Озирисом и његовим аспектом обнове и владавине у подземном свету.

## Могући животињски модел
Године 1977. у Уједињеним Арапским Емиратима откривени су фосилни остаци џиновске врсте чапље величине човека, за коју се сматра да је изумрла око 1500. године пре нове ере. Ова птица је живела на Арабијском полуострву и делила многе карактеристике са митолошким Бенуом, што је навело научнике да претпоставе да је могла послужити као животињски модел за ово божанство.
У том контексту, археолог др Ела Хох из Геолошког музеја Универзитета у Копенхагену назвала је ову врсту „Бену чапља“ (Ardea bennuides), препознајући њену могућу повезаност са египатском митологијом.

## Обожавање
Попут Атума и Ра, Бену је вероватно био обожаван у култном центру божанстава у Хелиополису. Његова улога симбола поновног рођења одражава се и у погребним амајлијама од скарабеја, где се Бену често појављује као знак обнове и загробног живота.

## Веза са грчким фениксом
Грчки историчар Херодот, пишући о египатским обичајима и традицији у 5. веку пре нове ере, забележио је да су му становници Хелиопоља описали „феникса“. Према њиховом казивању, ова митска птица живела је 500 година пре него што би умрла, затим би се поново родила, направила погребно јаје од смирне за очев леш и однела га у храм Сунца у Хелиопољу. Херодот га описује као орла са црвеним и златним перјем, које подсећа на сунце.
Много касније, у грчким традицијама развила се прича о фениксу који умире у пламену, а затим се рађа из сопственог пепела – мотив који је касније постао кључан за грчки мит.
Назив „феникс“ можда потиче од египатског „Бену“, а његова повезаност са поновним рођењем и сунцем одражава веровања везана за Бену. Ипак, египатски извори не помињу Бенуову смрт.